# Klecorejo
Klecorejo is een bestuurslaag in het regentschap Madiun van de provincie Oost-Java, Indonesië. Klecorejo telt 2213 inwoners (volkstelling 2010).